# Liden nælde
Liden nælde (Urtica urens) er en 10-45 cm høj urt, der er meget almindelig på næringsrig jord. Den ligner stor nælde, men bladene er kun op til 6 cm lange og afrundede (ikke spidse). Arten er indikatorplante for højt kvælstofindhold i jorden. Blade og stængler har brændhår med myresyre.

## Beskrivelse
Liden nælde er en enårig, plante med en åben, opret vækst. Stænglerne er furede og forsynet med talrige brændhår, som indeholder myresyre. Bladene er modsatte og ovale med tandet rand. Over- og undersiderne er græsgrønne og bærer brændhår ganske som stænglerne.
Planterne er sambo, dvs. at de både bærer rent hanlige og rent hunlige blomster på samme plante. Her er de fordelt sådan, at der er nogle få hanblomster og mange hunblomster i samme stand. Blomstringen sker i juni-oktober, hvor de små, lysegrønne og uanselige blomster sidder i aksagtige stande fra bladhjørnerne. Frugterne er nødder.
Rodnettet er spinkelt og kun svagt forgrenet.
Højde x bredde og årlig tilvækst: 0,40 x 0,25 m (40 x 25 cm/år).

## Voksested
Arten hører hjemme på lysåben, næringsrig jord, hvor den danner ruderat- og pionersamfund sammen med en lang række andre velkendte, enårige planter.
På det bynære jernbaneterræn ved Braunschweig i Tyskland findes den sammen med bl.a. agersennep, agerstedmoderblomst, cikorie, alm. fuglegræs, hyrdetaske, slangehoved, blød storkenæb, spergel, farvegåseurt, hvid stenkløver, kornvalmue, lancetvejbred, liden tvetand, lægejordrøg, rejnfan, rød arve, sort natskygge, taghejre, tofrøet vikke og uldbladet kongelys

## Note
1. ↑  bib1lp1.rz.tu-bs.de: Dietmar Brandes: Die Flora der Stadtbahn Braunschweig (tysk)

## Eksternt link
- Virtuella floran: Urtica urens (svensk)